# Amb
Amb – dawne księstwo muzułmańskie znajdujące się na obszarze dzisiejszego Pakistanu.
Amb było niewielkim państewkiem klanu Tanoli, o powierzchni 585 km². Jego stolicą był Darband.
Państwo Amb powstało prawdopodobnie pod koniec XVIII wieku. W 1947 książę Amb podjął decyzję o przyłączeniu państwa do nowo powstałego Pakistanu. W 1973 władze pakistańskie zlikwidowały Amb i włączyły go do Północno-Zachodnia Prowincji Pogranicznej.

## Książęta Amb
- ? – 1818 Nawab Khan
- 1818 – 1840 Payenda Khan
- 1840 – 1868 Jahandad Khan
- 1868 – 1907 Mohammad Akram Khan
- 1907 – 1936 Khanizaman Khan
- 1936 – 1971 Mohammad Farid Khan
- 1971 – 1973 Salahuddin Saeed Khak